# Love on the Brain
"Love on the Brain" é uma canção da cantora barbadense Rihanna, gravada para o seu oitavo álbum de estúdio Anti. A balada foi composta pela própria intérprete com auxílio de Fred Ball, Joseph Angel, sendo que a produção ficou a cargo de Ball. A canção possui influências do doo-wop e da soul da década de 1950 e 60. Os vocais de Rihanna em "Love on the Brain" mostram-se versáteis, tendo os mesmos sido comparados aos de Amy Winehouse. O tema foi um dos mais elogiados de Anti. "Love on the Brain" foi enviada para as rádios rhythmic e urban norte-americanas a 27 de setembro de 2016, através da Roc Nation e Westbury Road Entertainment, servindo como 4º single do disco. Rihanna apresentou o tema na Anti World Tour, assim como no Global Citizen Festival e nas edições de 2016 das premiações Billboard Music Awards e MTV Video Music Awards.

## Antecedentes e lançamento
Após o lançamento de três singles em 2015 —"FourFiveSeconds" (com Kanye West e Paul McCartney), "Bitch Better Have My Money" e "American Oxygen" — a revista Billboard anunciou que uma nova faixa de trabalho de Rihanna iria estrear a 27 de janeiro de 2016 nas rádios norte-americanas. Nesse mesmo dia, "Work" começou a tocar em rádios de todo o mundo, incluindo na BBC Radio 1 (Reino Unido). Posteriormente, foi disponibilizada em formato digital na iTunes Store e em streaming na Apple Music e Tidal.

## Desempenho comercial
"Love on the Brain" chegou ao nº 5 da Billboard Hot 100, tornando-se assim o 3º tema de Anti a alcançar o top 10 da tabela americana (depois de "Work" e "Needed Me") e o 2º a chegar ao top 5 da mesma ("Work alcançou a posição primeira da Hot 100 em 2016). Além disso, foi o 30º tema de Rihanna a entrar no top 10 da Hot 100. Com isto, a cantora barbadense ultrapassou o número de êxitos que Michael Jackson conseguiu emplacar na principal tabela de sucessos americana, mais exatamente 29. Apenas Madonna e os Beatles conseguiram mais êxitos no top 10 da Hot 100 (38 e 24, respectivamente). Para além de Jackson, as boas classificações de "Love on the Brain" também fizeram com que Rihanna ultrapassasse os números de outra lenda da música popular, Elvis Presley: com o 4º single de Anti a entrar no top 5 da Hot 100, Rihanna passou a ter mais êxitos no top 5 dessa tabela (22) que Elvis (21). Apenas 4 artistas/grupos conseguiram mais êxitos no top 5 da Hot 100 que a artista de Barbados: Janet Jackson (24), Mariah Carey (26), Madonna (28) e The Beatles (29).
Devido aos remixes do tema por parte de Don Diablo, Gigamesh e Barry Harris - entre outros - "Love on The Brain" tornou-se a 28ª canção de Rihanna a alcançar o nº 1 da tabela Dance Club Songs, também da Billboard, ganhando vantagem em relação à 3ª classificada, Beyoncé (com 22 números 1) e aproximando-se da líder absoluta da tabela, Madonna (com 46 números 1).
No Brasil, "Love on the Brain" alcançou o estatuto de Disco de Ouro, devido às vendas digitais e reproduções do tema em serviços de streaming.
hoje, a obra já vendeu mais de 15 milhões de cópias globalmente, reportados pela Billboard.

## Desempenho nas tabelas musicais

### Posições
| Tabela musical (2016)                            | Melhor posição |
| ------------------------------------------------ | -------------- |
| Alemanha (Media Control Charts)                  | 21             |
| Áustria (Ö3 Austria Top 40)                      | 7              |
| Bélgica (Ultratop 50 de Flandres)                | 46             |
| Bélgica (Ultratip da Valônia)                    | 28             |
| Canadá (Canadian Hot 100)                        | 22             |
| Croácia (Croatian Airplay Radio Chart)           | 9              |
| Estados Unidos (Billboard Hot 100)               | 5              |
| Estados Unidos - Billboard Radio Songs           | 3              |
| Estados Unidos - Billboard R&B/Hip-Hop Songs     | 3              |
| Estados Unidos - Hot R&B Songs                   | 2              |
| Estados Unidos - Billboard Pop Songs             | 3              |
| Estados Unidos - Billboard Adult Pop Songs       | 8              |
| Estados Unidos - Billboard Dance/Club Play Songs | 1              |
| Estados Unidos - Billboard Adult Contemporary    | 22             |
| Escócia - Scottish Singles Chart                 | 65             |
| França - SNEP                                    | 12             |
| Nova Zelândia - NZ Top 40 Singles                | 15             |
| Polónia - Polish Airplay Top 100                 | 1              |
| Portugal - Tabela Nacional de Singles            | 32             |
| Reino Unido - UK Singles Chart                   | 175            |
| Reino Unido - UK R&B Singles Chart               | 28             |
| Suécia - Sverigetopplistan                       | 96             |

### Tabelas de fim-de-ano
| Tabela musical (2016)          | Melhor posição |
| ------------------------------ | -------------- |
| Estados Unidos (Hot R&B Songs) | 32             |

### Certificações
| País (Empresa)             | Certificação |
| -------------------------- | ------------ |
| Brasil (Pro-Música Brasil) | Ouro         |
| Canadá (Music Canada)      | Platina      |
| Estados Unidos (RIAA)      | 3× Platina   |
| Nova Zelândia (RMNZ)       | Ouro         |

## Créditos
Todo o processo de elaboração da canção atribui os seguintes créditos:
- Rihanna - vocais, composição;
- Fred Ball - composição, produção, teclado, bateria;
- Joseph Angel - composição, bateria, teclado, arranjos;
- Marcos Tovar - gravação vocal;
- Kuk Harrell - gravação vocal, produção vocal;
- Blake Mares - gravação adicional;
- Thomas Warren - assistência de gravação;
- Manny Marroquin - mistura;
- Chris Galland - assistência de mistura;
- Jeff Jackson - assistência de mistura;
- Ike Schultz - assistência de mistura;
- Chris Gehringer - masterização.

## Histórico de lançamento
| Pais           | Data                   | Formato           | Gravadora                               |
| -------------- | ---------------------- | ----------------- | --------------------------------------- |
| Estados Unidos | 27 de setembro de 2016 | Rádios rhythmic   | Roc Nation, Westbury Road Entertainment |
| Estados Unidos | 27 de setembro de 2016 | Rádios urban      | Roc Nation, Westbury Road Entertainment |
| Estados Unidos | 11 de outubro de 2016  | Rádios mainstream | Roc Nation, Westbury Road Entertainment |
| Estados Unidos | 14 de novembro de 2016 | Rádios Hot AC     | Roc Nation, Westbury Road Entertainment |